# Leek (Engeland)
Leek is een civil parish in het bestuurlijke gebied Staffordshire Moorlands, in het graafschap Staffordshire.
De plaats telt ongeveer 20.800 inwoners en is gelegen aan de Churnet-rivier. De plaats verkreeg in 1214 stadsrechten door een Royal Charter van Jan zonder Land.